# Tambak Boyo (Buay Madang Timur)
Tambak Boyo is een bestuurslaag in het regentschap Ogan Komering Ulu van de provincie Zuid-Sumatra, Indonesië. Tambak Boyo telt 2861 inwoners (volkstelling 2010).